# Buston

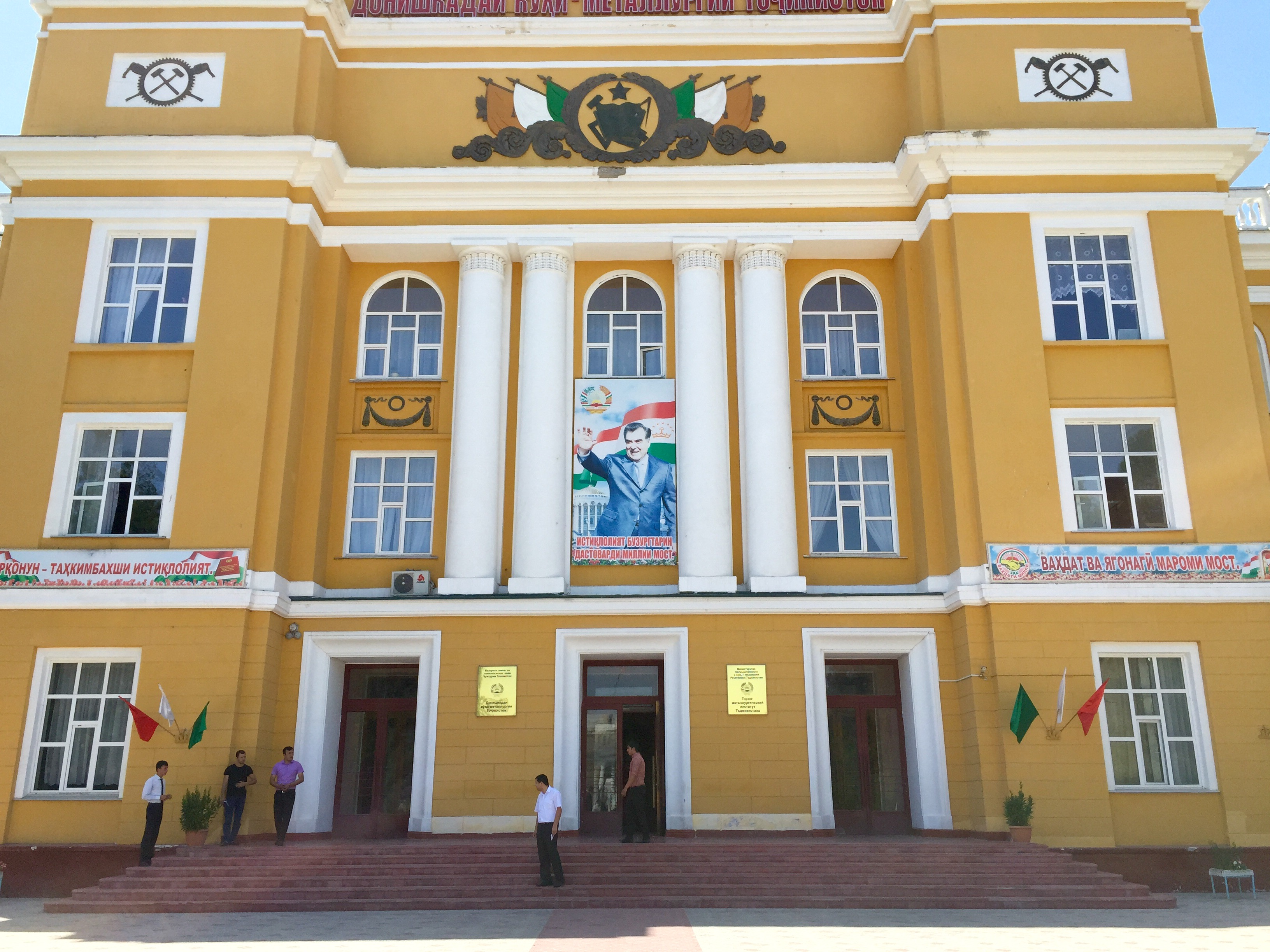
Správní budova ve stylu stalinské architektury.

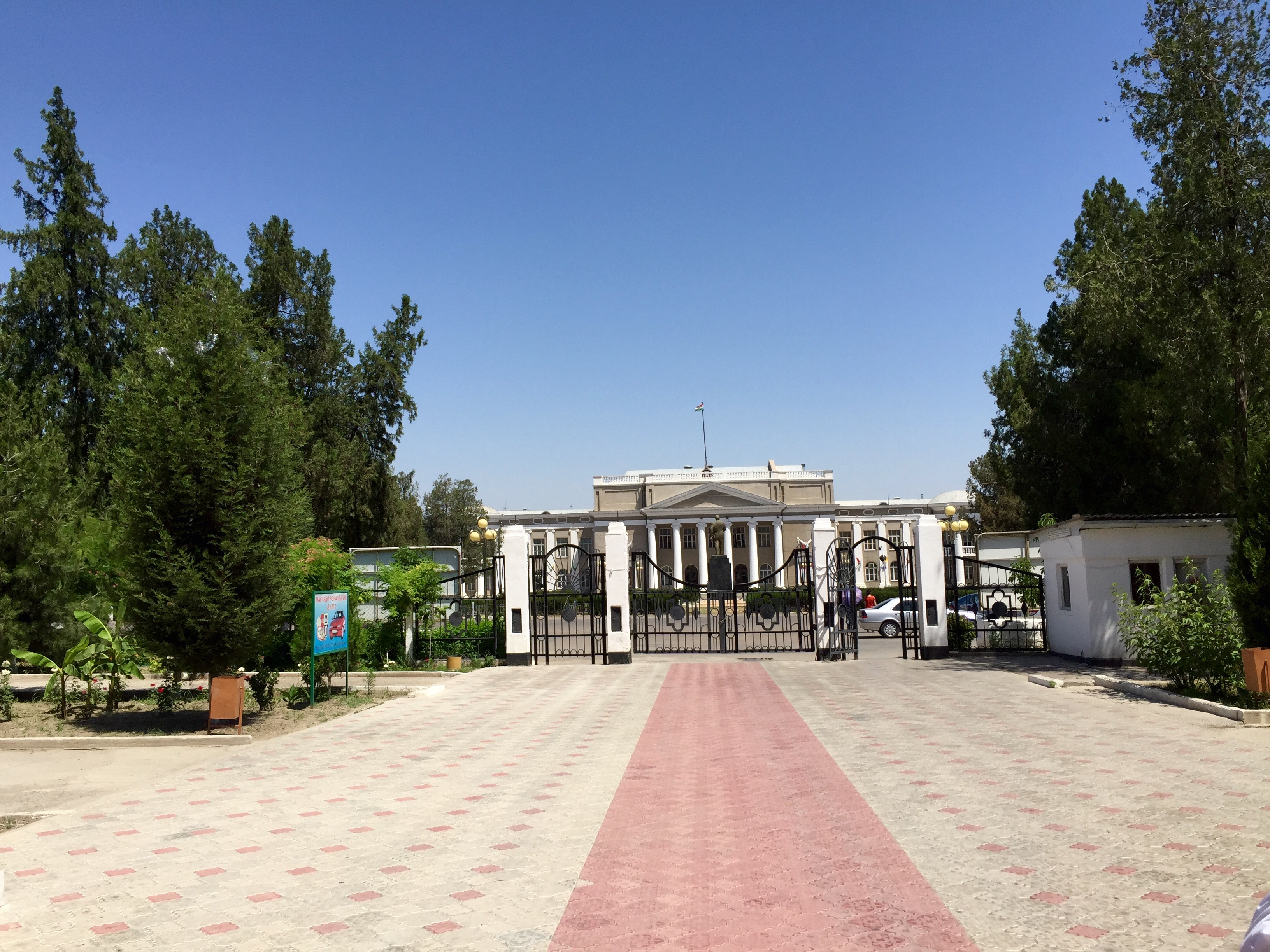
Střed města.

Buston (tádžicky Бустон, rusky Бустон, persky بوستان‎, dříve Čkalovsk, rusky Чка́ловск) je město v Sogdijském vilájetu v Tádžikistánu. Nachází se v severní části státu, v blízkosti druhého největšího města země, Chudžandu. Ve městě žije 34 tisíc osob a s okolními vesnicemi, které k němu administrativně spadají potom 36 900.

## Poloha
Město se rozkládá v severním Tádžikistánu, 200 km severovýchodně od Dušanbe (vzdušnou čarou) a 195 km severovýchodně (také vzdušnou čarou) od Pandžakentu, v rovinaté krajině a širokém údolí nedaleko řeky Syrdarja. Je obklopené několika dalšími městy a sídly.

## Obyvatelstvo
Od založení města v roce sem směřovali především odborníci z různých částí tehdejšího SSSR. Město tak zahrnovalo řadu různých lidí všech národností. V roce 1989 bylo jen 11 % obyvatel Tádžické národnosti. Po roce 1991 se obyvatelstvo homogenizovalo , dnes zde žijí většinou Tádžikové. Ruský jazyk je zde ale dodnes používán.

## Historie
Buston se rozvíjel jako plánované město v souvislosti s rozvojem sovětského jaderného programu. Dne 9. února 1944 obdrželo statut sídla městského typu. Relativně pravidelná uliční síť se sbíhá na centrální prostranství, kde byl zbudován Dům kultury, Hornická fakulta a některé další budovy, jako např. hotel Šonin apod.
Ve 40. letech 20. století zde stál první závod v SSSR na zpracování uranové rudy a k tomu byl postaven navazující průmyslový podnik. Do uranových dolů byli posláni bývalí váleční zajatci z Ruské osvobozenecké armády hned po skončení druhé světové války. Byli sem také posláni Vožlští Němci. Město bylo označováno jako Socialistické město č. 6.
Vzhledem k tomu, že se v okolí těžil uran, byl tehdejší Čkalovsk až do rozpadu Sovětského svazu uzavřeným městem. Označení pro Poštu SSSR bylo Leninabad-30 a Leninabad-34. Název Čkalovsk se užíval později, a to v roce 1956. Do města byli vysíláni na stáže nové generace sovětských jaderných odborníků.
U města bylo postaveno letiště pro nedaleký Chudžand.
Díky své specifičnosti je jedním z nejvíce neasijských měst v Tádžikistánu. Má velmi dobře navrženou elektrickou síť.
V roce 2016 bylo s platností od 1. února rozhodnutím tádžikistánské vlády rozhodnuto o přejmenování z Čkalovsk na Buston. Podle tiskové agentury TASS se jednalo o poslední ruský název, který byl v Tádžikistánu odstraněn.

## Kultura
Ve městě působí činoherní divadlo a od roku 1960 v modernistické budově také divadlo loutkové, jako jedno z mála v celém Tádžikistánu.
Ve městě se nachází mešita. Stojí zde také ruský pravoslavný kostel Ikony sv. Bohorodičky.
Význam jaderného průmyslu připomíná památník ve středu města před budovou Domu kultury.

## Bezpečnost
Umístěna je zde jednotka prezidentské stráže.

## Zdravotnictví
V jihozápadním cípu města se nachází rozsáhlá nemocnice.

## Doprava
Obcí prochází silnice spojující města Chudžand a Konibodom podél pobřeží tzv. Tádžikistánského moře. Stojí zde již zmíněné letiště a jako jedna z mála měst v Tádžikistánu tudy prochází i železniční tratě, resp. dvě. Vlastní nádraží ale nemá; tratě jsou hlavně pro nákladní dopravu. Nejbližší stanice pro město Chudžand ale leží v nedaleké obci Ghafurov.

## Sport
Jižně od středu města se rozkládá rozsáhlý sportovní areál, jehož součástí jsou tenisové kurty, hřiště na fotbal a velký atletický a fotbalový stadion.

## Známé osobnosti
- Servin Sulejmanov (* 1980), ukrajinský boxer
- Lex Fridman (* 1983), americký informatik a podcaster
- Kristina Pronščenko (* 1988), sprinterka a vícebojařka